# 楯甲新蔵
楯甲 新蔵（たてかぶと しんぞう、1908年3月11日 - 1966年1月2日）は、大阪府大阪市城東区出身で、中村部屋（入門時は不知火部屋、一時友綱部屋）に所属した元大相撲力士。本名は福井 新蔵（ふくい しんぞう）。身長168cm、体重109kg。最高位は前頭筆頭。

## 来歴
1908年3月11日に大阪府大阪市城東区で生まれる。1922年に地元・大坂相撲の不知火部屋に入門、のち中村部屋へ移籍したがなかなか出世できず、1926年1月に東京相撲へ加入、友綱部屋から三段目格で東京相撲所属力士となった。大坂相撲での出世の遅さは東京に来てからも続き、その原因の一つとして168cmの小兵だったことが挙げられる。新十両昇進は初土俵から9年が経過した1931年11月場所で、1932年1月の春秋園事件では一時脱退するも、1933年1月場所にて十両格別席で復帰した。1934年5月場所で新入幕を果たすと、大坂相撲の中村部屋所属だったこともあり、当時の系統別総当たり制の時代では全ての部屋と対戦したが、1938年からは二所ノ関一門に所属することとなり、これ以降は二所ノ関一門内で「若い者の面倒をよく見る人格者」と評された。
1940年から翌年にかけて幕内上位で活躍し、横綱・男女ノ川登三からは3場所連続で金星を獲得したほか、1940年5月場所を14勝1敗で幕内最高優勝を果たした関脇・安藝ノ海節男の1敗は楯甲との対戦によるものだった。立合いから真っ直ぐに突き進む突き押し一筋の相撲で、土俵際に出ると見せかけておいての引き技もよく決まった。安藝ノ海は先述の敗戦もあってか楯甲に対する苦手意識を抱いていたという。
1943年1月場所を最後に現役を引退後は年寄・5代中村を襲名し、中村部屋を継承した。弟子からは幕内・楯甲幸男を育成したが、1961年11月に部屋を閉鎖して二所ノ関部屋へ合流した。その中の弟子に、後に幕内へ昇進する大文字研二が含まれていた。1966年1月2日死去。57歳没。大坂相撲の力士出身者として最後の相撲協会員であった。

## 主な成績
- 通算成績：202勝186敗1分21休　勝率.521
- 幕内成績：92勝119敗1分15休　勝率.436
- 現役在位：43場所
- 幕内在位：17場所
- 金星：3個（男女ノ川3個）
- 各段優勝
  - 三段目優勝：1回（1928年5月場所）

### 場所別成績
| 1926年 （大正15年） | 三段目付出 3–3           | x                  | 東三段目40枚目 0–0–6   | x                 |
| 1927年 （昭和2年） | 東三段目41枚目 4–2       | 東三段目41枚目 5–1 | 西三段目23枚目 2–4     | 西三段目6枚目 3–3 |
| 1928年 （昭和3年） | 東三段目26枚目 4–2       | 西幕下33枚目 1–2   | 東三段目6枚目 優勝 6–0 | 東三段目6枚目 4–2 |
| 1929年 （昭和4年） | 東幕下20枚目 3–3         | 東幕下20枚目 2–4   | 東幕下32枚目 5–1       | 東幕下32枚目 3–3  |
| 1930年 （昭和5年） | 西幕下13枚目 3–3         | 西幕下13枚目 3–3   | 西幕下16枚目 4–2       | 西幕下16枚目 4–2  |
| 1931年 （昭和6年） | 西十両11枚目 5–6         | 西十両11枚目 7–4   | 東十両3枚目 4–7        | 東十両3枚目 6–5   |
| 1932年 （昭和7年） | 西十両5枚目 – 脱退       | x                  | x                      | x                 |
| 1933年 （昭和8年） | 十両 7–4                 | x                  | 東十両6枚目 6–5        | x                 |
| 1934年 （昭和9年） | 西十両4枚目 7–4          | x                  | 西前頭14枚目 6–5       | x                 |
| 1935年 （昭和10年） | 東前頭13枚目 5–6         | x                  | 西十両3枚目 9–2        | x                 |
| 1936年 （昭和11年） | 西前頭11枚目 4–7         | x                  | 西前頭17枚目 7–4       | x                 |
| 1937年 （昭和12年） | 西前頭8枚目 5–6          | x                  | 西前頭11枚目 7–6       | x                 |
| 1938年 （昭和13年） | 西前頭5枚目 6–7          | x                  | 東前頭5枚目 5–7 1分    | x                 |
| 1939年 （昭和14年） | 東前頭9枚目 7–6          | x                  | 東前頭8枚目 9–6        | x                 |
| 1940年 （昭和15年） | 東前頭筆頭 5–10          | x                  | 東前頭8枚目 6–9 ★      | x                 |
| 1941年 （昭和16年） | 西前頭7枚目 4–11 ★       | x                  | 西前頭10枚目 3–12 ★    | x                 |
| 1942年 （昭和17年） | 東前頭14枚目 9–6         | x                  | 東前頭7枚目 4–11       | x                 |
| 1943年 （昭和18年） | 西前頭13枚目 引退 0–0–15 | x                  | x                      | x                 |
| 各欄の数字は、「勝ち-負け-休場」を示す。 優勝 引退 休場 十両 幕下 三賞：敢=敢闘賞、殊=殊勲賞、技=技能賞 その他：★=金星 番付階級：幕内 - 十両 - 幕下 - 三段目 - 序二段 - 序ノ口 幕内序列：横綱 - 大関 - 関脇 - 小結 - 前頭（「#数字」は各位内の序列） |                          |                    |                        |                   |

- 1926年1月に東京加入

### 幕内対戦成績
| 力士名   | 勝数 | 負数 | 力士名   | 勝数 | 負数 | 力士名   | 勝数 | 負数 | 力士名   | 勝数 | 負数 |
| -------- | ---- | ---- | -------- | ---- | ---- | -------- | ---- | ---- | -------- | ---- | ---- |
| 青葉山   | 0    | 1    | 安藝ノ海 | 3    | 5    | 旭川     | 1    | 0    | 綾錦     | 1    | 1    |
| 綾昇     | 5    | 6    | 綾若     | 4    | 2    | 五ツ嶋   | 2    | 6    | 大潮     | 2    | 0    |
| 大浪     | 1    | 0    | 大八洲   | 1    | 0    | 海光山   | 1    | 0    | 鏡岩     | 0    | 1    |
| 笠置山   | 2    | 7    | 鹿嶋洋   | 0    | 5    | 桂川     | 0    | 1    | 金湊     | 0    | 2    |
| 九州山   | 1    | 5※   | 駒ノ里   | 6    | 2    | 相模川   | 1    | 1    | 櫻錦     | 1    | 0    |
| 四海波   | 1    | 1    | 鯱ノ里   | 1    | 0    | 神東山   | 3    | 2    | 大邱山   | 4    | 5    |
| 高登     | 1    | 0    | 武ノ里   | 0    | 1    | 太刀若   | 1    | 0    | 伊達ノ花 | 0    | 1    |
| 玉ノ海   | 1    | 3    | 銚子灘   | 1    | 0    | 筑波嶺   | 2    | 1    | 照國     | 0    | 1    |
| 出羽ノ花 | 3    | 3    | 出羽湊   | 2    | 6    | 土州山   | 0    | 1    | 十三錦   | 0    | 2    |
| 富ノ山   | 0    | 1    | 巴潟     | 0    | 1    | 豊嶋     | 1    | 1    | 名寄岩   | 0    | 2    |
| 羽黒山   | 0    | 1    | 幡瀬川   | 1    | 2    | 盤石     | 0    | 1    | 番神山   | 3    | 0    |
| 肥州山   | 2    | 4    | 備州山   | 0    | 1    | 藤ノ里   | 2    | 0    | 防長山   | 1    | 0    |
| 星甲     | 1    | 0    | 前田山   | 1    | 6    | 増位山   | 0    | 2    | 松ノ里   | 4    | 1    |
| 三熊山   | 1    | 0    | 男女ノ川 | 3    | 1    | 陸奥ノ里 | 0    | 2    | 八方山   | 1    | 1    |
| 倭岩     | 2    | 0    | 大和錦   | 2    | 2    | 吉野岩   | 1    | 0    | 龍王山   | 1    | 5    |
| 両國     | 4    | 3    | 和歌嶋   | 2    | 2    | 若瀬川   | 0    | 1    |          |      |      |

※九州山と引分が1つある。

## 四股名変遷
- 枩若 新三（まつわか しんぞう）1926年1月場所 - 1930年10月場所
- 楯甲 新蔵（たてかぶと しんぞう）1931年1月場所 - 1942年5月場所
- 楯甲 健雄（- たけお）1943年1月場所